# 1916
| [ Edytuj tabelę ]                                                | |
| Polska                                                           | - 1915 Generalne Gubernatorstwo Warszawskie 1918                                                                                  |
| Generał-gubernator warszawski                                    | - 1915 Hans Hartwig von Beseler 1918                                                                                              |
| Król Polski (tytularny)                                          | - 1894 Mikołaj II Romanow 1917 |
| Król Afganistanu                                                 | - 1901 Habibullah Chan 1919 |
| Premier Albanii                                                  | - 1914 Esad Pasza Toptani 1916 |
| Współksiążęta Andory                                             | - 1907 Joan Baptista Benlloch i Vivó 1919 - 1913 Raymond Poincaré 1920                                                            |
| Prezydent Argentyny                                              | - 1914 Victorino de la Plaza 1916 - 1916 Hipólito Yrigoyen 1922                                                                   |
| Premier Australii                                                | - 1915 Billy Hughes 1923 |
| Cesarz Austrii                                                   | - 1848 Franciszek Józef I 1916 - 1916 Karol I Habsburg 1918                                                                       |
| Król Bawarii                                                     | - 1913 Ludwik III 1918 |
| Król Belgów                                                      | - 1909 Albert I 1934 |
| Premier Belgii                                                   | - 1911 Charles de Broqueville 1918                                                                                                |
| Król Bhutanu                                                     | - 1907 Ugyen Wangchuck 1926 |
| Prezydent Boliwii                                                | - 1913 Ismael Montes 1917 |
| Prezydent Brazylii                                               | - 1914 Venceslau Brás 1918 |
| Sułtan Brunei                                                    | - 1906 Muhammad Jamalul Alam II 1924                                                                                              |
| Car Bułgarii                                                     | - 1887 Ferdynand I Koburg 1918 |
| Premier Bułgarii                                                 | - 1913 Wasił Radosławow 1918 |
| Prezydent Chile                                                  | - 1915 Juan Luis Sanfuentes 1920                                                                                                  |
| Cesarz Chin                                                      | - 1916 Yuan Shikai (samozwaniec) 1916                                                                                             |
| Prezydent Chin                                                   | - 1912 Yuan Shikai 1916 - 1916 Li Yuanhong 1917                                                                                   |
| Król Czarnogóry                                                  | - 1910 Mikołaj I Petrowić-Niegosz 1918                                                                                            |
| Premier Czarnogóry                                               | - 1915 Milo Matanović 1916 - 1916 Lazar Mijušković 1916 - 1916 Andrija Radović 1917                                               |
| Król Czech                                                       | - 1848 Franciszek Józef I 1916 - 1916 Karol I Habsburg 1918                                                                       |
| Król Danii                                                       | - 1912 Chrystian X 1947 |
| Premier Danii                                                    | - 1913 Carl Theodor Zahle 1920 |
| Dalajlama                                                        | - 1878 Thubten Gjaco 1933 |
| Prezydent Dominikany                                             | - 1914 Juan Isidro Jimenes Pereyra 1916 - 1916 rada państwa 1916 - 1916 Francisco Henríquez y Carvajal 1916                       |
| Władca Egiptu                                                    | - 1914 Husajn Kamil 1917 |
| Premier Egiptu                                                   | - 1914 Husajn Ruszdi Pasza 1919                                                                                                   |
| Prezydent Ekwadoru                                               | - 1912 Leónidas Plaza 1916 - 1916 Alfredo Baquerizo 1920                                                                          |
| Cesarz Etiopii                                                   | - 1913 Lydż Ijasu 1916 - 1916 Zeuditu (cesarzowa) 1930                                                                            |
| Premier Etiopii                                                  | - 1909 Habte Gijorgis 1927 |
| Prezydent Francji                                                | - 1913 Raymond Poincaré 1920 |
| Premier Francji                                                  | - 1915 Aristide Briand 1917 |
| Król Grecji                                                      | - 1913 Konstantyn I 1917 |
| Prezydent Gwatemali                                              | - 1898 Manuel Estrada Cabrera 1920                                                                                                |
| Prezydent Haiti                                                  | - 1915 Philippe Sudré Dartiguenave 1922                                                                                           |
| Król Hiszpanii                                                   | - 1886 Alfons XIII 1931 |
| Premier Hiszpanii                                                | - 1915 Álvaro Figueroa Torres 1917                                                                                                |
| Król Holandii                                                    | - 1890 Wilhelmina 1948 |
| Premier Holandii                                                 | - 1913 Pieter Cort van der Linden 1918                                                                                            |
| Prezydent Hondurasu                                              | - 1913 Francisco Bertrand 1919 |
| Szach Iranu                                                      | - 1909 Ahmad Szah 1925 |
| Premier Iranu                                                    | - 1915 Abdolhosejn Farmanfarma 1916 - 1916 Hasan Wosugh 1917                                                                      |
| Władca Indii                                                     | - 1910 Jerzy V 1936 |
| Król Irlandii                                                    | - 1910 Jerzy V 1936 |
| Cesarz Japonii                                                   | - 1912 Yoshihito 1926 |
| Premier Japonii                                                  | - 1914 Shigenobu Ōkuma 1916 - 1916 Masatake Terauchi 1918                                                                         |
| Kalif                                                            | - 1909 Mehmed V 1918 |
| Premier Kanady                                                   | - 1911 Robert Borden 1920 |
| Emir Kataru                                                      | - 1913 Abd Allah ibn Kasim Al Sani 1949                                                                                           |
| Prezydent Kolumbii                                               | - 1914 José Vicente Concha 1918                                                                                                   |
| Patriarcha Konstantynopola                                       | - 1913 German V 1918 |
| Gubernator Korei (okupacja japońska)                             | - 1910 Masatake Terauchi 1916 - 1916 Yoshimichi 1919                                                                              |
| Prezydent Kostaryki                                              | - 1914 Alfredo González 1917 |
| Prezydent Kuby                                                   | - 1913 Mario García Menocal 1921                                                                                                  |
| Prezydent Liberii                                                | - 1912 Daniel Edward Howard 1920                                                                                                  |
| Książę Liechtensteinu                                            | - 1858 Jan II Dobry 1929 |
| Wielki książę Luksemburga                                        | - 1912 Maria Adelajda 1919 |
| Premier Luksemburga                                              | - 1915 Hubert Loutsch 1916 - 1916 Victor Thorn 1917                                                                               |
| Sułtan Maroka                                                    | - 1913 Jusuf ibn Hassan 1927 |
| Prezydent Meksyku                                                | - 1914 Venustiano Carranza 1920                                                                                                   |
| Książę Monako                                                    | - 1889 Albert I 1922 |
| Minister stanu Monako                                            | - 1911 Émile Flach 1917 |
| Chan Mongolii                                                    | - 1911 Bogda Chan 1924 |
| Premier Mongolii                                                 | - 1912 Tögs-Ocziryn Namnansüren 1919                                                                                              |
| Król Nepalu                                                      | - 1911 Tribhuvan 1950 |
| Premier Nepalu                                                   | - 1901 Chandra Shumsher Jang Bahadur Rana 1929                                                                                    |
| Cesarz Niemiec                                                   | - 1888 Wilhelm II Hohenzollern 1918                                                                                               |
| Kanclerz Niemiec                                                 | - 1909 Theobald von Bethmann Hollweg 1917                                                                                         |
| Prezydent Nikaragui                                              | - 1911 Adolfo Díaz 1917 |
| Król Norwegii                                                    | - 1905 Haakon VII 1957 |
| Premier Norwegii                                                 | - 1913 Gunnar Knudsen 1920 |
| Premier Nowej Zelandii                                           | - 1912 William Massey 1925 |
| Sułtan Omanu                                                     | - 1913 Tajmur ibn Fajsal 1932 |
| Prezydent Panamy                                                 | - 1912 Belisario Porras Barahona 1916 - 1916 Ramón Maximiliano Valdés 1918                                                        |
| Papież                                                           | - 1914 Benedykt XV 1922 |
| Prezydent Paragwaju                                              | - 1912 Eduardo Schaerer 1916 - 1916 Manuel Franco 1919                                                                            |
| Prezydent Peru                                                   | - 1915 José Pardo 1919 |
| Premier Południowej Afryki                                       | - 1910 Louis Botha 1919 |
| Prezydent Portugalii                                             | - 1915 Bernardino Machado 1917 |
| Premier Portugalii                                               | - 1915 Afonso Costa 1916 - 1916 António José de Almeida 1916 - 1916 Afonso Costa 1916 - 1916 António José de Almeida 1917         |
| Król Prus                                                        | - 1888 Wilhelm II 1918 |
| Car Rosji                                                        | - 1894 Mikołaj II 1917 |
| Premier Rosji                                                    | - 1914 Iwan Goriemykin 1916 - 1916 Boris Stürmer 1916 - 1916 Aleksander Trepow 1917                                               |
| Król Rumunii                                                     | - 1914 Ferdynand 1927 |
| Premier Rumunii                                                  | - 1914 Ion I.C. Brătianu 1918 |
| Król Saksonii                                                    | - 1904 Fryderyk August III Wettyn 1918                                                                                            |
| Prezydent Salwadoru                                              | - 1913 Carlos Meléndez 1919 |
| Kapitanowie regenci San Marino                                   | - 1915 Alfredo Reffi Luigi Lonfernini 1916 - 1916 Onofrio Fattori Ciro Francini 1916 - 1916 Gustavo Babboni Giovanni Arzilli 1917 |
| Sekretarz Stanu do spraw Politycznych i Zagranicznych San Marino | - 1908 Menetto Bonelli 1918 |
| Król Serbii                                                      | - 1903 Piotr Karadziordziewić 1918                                                                                                |
| Prezydent Szwajcarii                                             | - 1916 Camille Decoppet 1916 |
| Król Szwecji                                                     | - 1907 Gustaw V 1950 |
| Premier Szwecji                                                  | - 1914 Hjalmar Hammarskjöld 1917                                                                                                  |
| Król Tajlandii                                                   | - 1910 Vajiravudh 1925 |
| Król Tonga                                                       | - 1893 Jerzy Tupou II 1918 |
| Premier Tonga                                                    | - 1912 Tevita Tuʻivakano 1923 |
| Sułtan Turków                                                    | - 1909 Mehmed V 1918 |
| Prezydent Urugwaju                                               | - 1915 Feliciano Viera 1919 |
| Prezydent USA                                                    | - 1913 Woodrow Wilson 1921 |
| Prezydent Wenezueli                                              | - 1914 Victorino Márquez Bustillos 1922                                                                                           |
| Król Węgier                                                      | - 1848 Franciszek Józef I 1916 - 1916 Karol I 1918                                                                                |
| Premier Węgier                                                   | - 1913 István Tisza 1917 |
| Monarcha Wielkiej Brytanii                                       | - 1910 Jerzy V 1936 |
| Premier Wielkiej Brytanii                                        | - 1908 Herbert Henry Asquith 1916 - 1916 David Lloyd George 1922                                                                  |
| Król Włoch                                                       | - 1900 Wiktor Emanuel III 1946 |

Rok 1916 / MCMXVI
stulecia: XIX wiek ~
XX wiek ~
XXI wiek

dziesięciolecia:
1880–1889 •
1890–1899 •
1900–1909 •
1910–1919
• 1920–1929
• 1930–1939
• 1940–1949

lata: 1906 «
1911 «
1912 «
1913 «
1914 «
1915 «
1916
» 1917
» 1918
» 1919
» 1920
» 1921
» 1926

## Wydarzenia w Polsce
- 25 stycznia – cesarz Mikołaj powołał specjalną komisję złożoną z 11 osób do ustalenia znaczenia słów „Wolna Polska”, użytych w rozkazie do armii z grudnia 1915.
- 28 marca – na front pod Baranowiczami przybyła Brygada Strzelców Polskich, jednak ze względu na obawy Rosjan przed porozumieniem się jej z Legionami nie została użyta w boju.
- 30 marca – I wojna światowa: zakończyła się rosyjsko-niemiecka bitwa nad jeziorem Narocz.
- 7 kwietnia – Bródno i Targówek przyłączono do Warszawy.
- 3 maja – w Królestwie Polskim odbyły się patriotyczne manifestacje z okazji 125. rocznicy uchwalenia Konstytucji 3 maja. W warszawskiej manifestacji wzięło udział ok. 200 tys. osób.
- 2 czerwca – zakończył się strajk warszawskich tramwajarzy, złamany represjami policji.
- 3 czerwca – doszło do strajku górników w Zagłębiu Dąbrowskim.
- 4–5 lipca – trwały walki Legionów Piłsudskiego pod Kostiuchnówką.
- 21 lipca – założono Klub Państwowców Polskich.
- 18 sierpnia – Dąbrowa Górnicza, będąc pod administracją austriacką, uzyskała prawa miejskie.
- 5 listopada – została ogłoszona zapowiedź (akt 5 listopada) utworzenia państwa polskiego pod kontrolą państw centralnych.
- 9 listopada – wydano apel państw centralnych o ochotniczy zaciąg Polaków do wojska.
- 11 listopada – Ciechocinek otrzymał prawa miejskie.
- 6 grudnia – państwa centralne powołały Tymczasową Radę Stanu.
- 9 grudnia – weszła do obiegu marka polska.
- 25 grudnia – został wydany rozkaz cesarza Rosji zawierający obietnicę utworzenia niepodległej Polski.

- Przyłączenie Ochoty do Warszawy.
- W Jaworznie powstały Zakłady Chemiczne „Azot”.
- Powstał klub sportowy Legia Warszawa.
- W Krakowie utworzono miejski urząd opieki socjalnej dla inwalidów oraz wdów i sierot po poległych.
- W Krakowie powstała Krajowa Komisja Związków Zawodowych, podległa swojej centrali w Wiedniu.
- Prawa miejskie otrzymały: Pruszków, Żyrardów.
- Busko-Zdrój przywrócenie praw miejskich (odebranych w 1869).

## Wydarzenia na świecie
- 1 stycznia:
  - Korpus Medyczny Armii Brytyjskiej po raz pierwszy dokonał transfuzji krwi używając krwi przechowywanej do tego celu i schłodzonej.
  - impresjonista Claude Monet namalował obraz Wodne lilie.
- 5 stycznia – Charles Hatfield (twórca deszczu) rzekomo spowodował ulewne deszcze w rejonie San Diego w stanie Kalifornia.
- 8 stycznia:
  - I wojna światowa: armia złożona z Australijczyków, Nowozelandczyków (ang. Australian and New Zealand Army Corps – ANZAC) i Brytyjczyków wycofuje się z półwyspu Gallipoli (Bitwa o Gallipoli).
  - zwodowano brytyjski krążownik liniowy HMS „Repulse”.
- 9 stycznia – I wojna światowa: zakończyła się bitwa o Gallipoli.
- 13/14 stycznia – potężny sztorm przeszedł przez zatokę Zuiderzee w Holandii, powodując ekstensywne szkody. Sztorm ten spowodował, że parlament holenderski podjął decyzję o budowie tamy Afsluitdijk i polderów w regionie ujścia rzeki IJssel.
- 17 stycznia – w Stanach Zjednoczonych powstało profesjonalne stowarzyszenie graczy w golfa (ang. Professional Golfers Association of America – PGA).
- 18 stycznia – meteoryt typu chondryt o masie 611 gramów uderzył w dom, w pobliżu miejscowości Baxter, w stanie Missouri, w USA.
- 19 stycznia – I wojna światowa: król Czarnogóry Mikołaj uszedł z kraju, wywieziony przez okręty Ententy. Tym samym zerwano rokowania pokojowe z Austrią i Niemcami. Król po ucieczce z kraju zapowiedział dalsze prowadzenie wojny i zobowiązał się nie podpisywać odrębnego pokoju.
- 23/24 stycznia – w miejscowości Browning w stanie Montana temperatura powietrza spadła z +6,7 °C do –48,8 °C (44 °F to –56 °F) w ciągu jednego dnia, jest to rekordowy spadek temperatury odnotowany w ciągu 24 godzin.
- 28 stycznia – Louis Brandeis, jako pierwsza osoba pochodzenia żydowskiego, zasiadł w Sądzie Najwyższym Stanów Zjednoczonych.
- 29 stycznia – I wojna światowa: po raz pierwszy Paryż został zbombardowany przez niemieckie sterowce.
- 3 lutego – w Ottawie spłonął gmach parlamentu Kanady.
- 5 lutego – w Zurychu otwarto Cabaret Voltaire, który stał się centrum ruchu dada.
- 9 lutego – o godz. 18:00 Tristan Tzara zainicjował dadaizm (według Hansa Arpa).
- 11 lutego:
  - w Nowym Jorku anarchistka i feministka Emma Goldman została aresztowana za wykład o kontroli urodzeń.
  - w Baltimore odbył się pierwszy koncert Baltimorskiej Orkiestry Symfonicznej (ang. Baltimore Symphony Orchestra).
  - w Rumunii powstał klub sportowy „Sportul Studențesc”.
- 21 lutego – I wojna światowa: rozpoczęła się niemiecko-francuska bitwa o Verdun.
- 24 lutego – Victor Thorn został premierem Luksemburga.
- 26 lutego – I wojna światowa: 930 osób zginęło na Morzu Śródziemnym po storpedowaniu francuskiego statku „Provence II” przez niemiecki okręt podwodny U-35.
- 27 lutego – I wojna światowa: brytyjski statek pasażerski SS „Maloja” został zatopiony na kanale La Manche przez niemiecki okręt podwodny; zginęło 155 osób.
- 29 lutego – I wojna światowa: 200 mil morskich na wschód od Wysp Owczych doszło do bitwy między niemieckim krążownikiem pomocniczym SMS „Greif” i brytyjskim HMS Alcantra, zakończonej zatopieniem obu okrętów. Spośród członków załogi „Alcantry” zginęło 74 marynarzy, z załogi „Greifa” 194, w tym dowódca (do niewoli wzięto 115 osób).
- 1 marca – premier Kolumbii Brytyjskiej Harlan Carey Brewster(inne języki) zakończył swą kadencję. Pełnił funkcję premiera z ramienia Liberalnej Partii Kolumbii Brytyjskiej (ang. British Columbia Liberal Party).
- 5 marca:
  - płynący z Barcelony do Buenos Aires hiszpański liniowiec oceaniczny „Príncipe de Asturias” zatonął na wysokości brazylijskiego miasta Santos; zginęło 445 spośród 588 osób na pokładzie.
  - założonego hiszpański klub piłkarski RCD Mallorca.
- 6 marca – w Sydney w Australii, nowo powstałe konserwatorium muzyczne przyjmuje pierwszych studentów (ang. Sydney Conservatorium of Music).
- 7 marca – w Monachium zostało założone przedsiębiorstwo motoryzacyjne BMW.
- 8–9 marca – rewolucja meksykańska: nocą oddział 1500 meksykańskich rewolucjonistów pod przywództwem gen. Pancho Villi, zaatakował miejscowość Columbus w stanie Nowy Meksyk, zginęło 17 osób. Garnizon kawalerii USA wyparł napastników z miejscowości.
- 9 marca:
  - I wojna światowa: Niemcy wypowiedziały wojnę Portugalii.
  - I wojna światowa: rozpoczęła się austriacko-włoska V bitwa nad rzeką Isonzo.
- 15 marca – rewolucja meksykańska: prezydent Woodrow Wilson wysłał 12 tys. żołnierzy do Meksyku w pościgu za oddziałami gen. Pancho Villi, 13 regiment kawalerii USA jako pierwszy przekroczył granicę.
- 16 marca:
  - rewolucja meksykańska: 7 i 10 regiment kawalerii USA pod dowództwem Johna Pershinga przekroczyły granicę Meksyku w celu rozbicia oddziałów gen. Pancho Villi.
  - I wojna światowa: rozpoczęła się rosyjska ofensywa koło Dyneburga.
  - I wojna światowa: rozpoczęła się bitwa nad jeziorem Narocz.
- 18 marca – I wojna światowa: u wybrzeży Albanii zatonął po storpedowaniu przez austro-węgierski okręt podwodny SM U-6 francuski niszczyciel „Renaudin”; zginęło 47 członków załogi, ocalało 35.
- 19 marca – pierwsza misja bojowa w historii lotnictwa USA. Osiem samolotów wystartowało w poszukiwaniu oddziałów gen. Pancho Villi.
- 20 marca:
  - Albert Einstein ogłosił ogólną teorię względności.
  - w wieku 32 lat pigmej Ota Benga popełnił samobójstwo. W roku 1906 był prezentowany w nowojorskim ogrodzie zoologicznym w klatce obok orangutana.
- 22 marca:
  - w obliczu powszechnego buntu chiński dyktator Yuan Shikai oficjalnie uznał restaurację monarchii za niebyłą i przywrócił ustrój republikański.
  - ślub Edith Bratt i Johna Ronalda Reuela Tolkiena. Małżeństwo to stanowiło inspirację dla Tolkiena przy tworzeniu fikcyjnych postaci Lúthien i Berena w powieści Silmarillion.
- 30 marca:
  - niemiecki astronom Max Wolf odkrył planetoidę (820) Adriana.
  - I wojna światowa: niemiecki okręt podwodny SM U-33 zatopił na Morzu Czarnym rosyjski statek szpitalny „Portugal”; zginęło 115 członków załogi i pracowników Czerwonego Krzyża.
  - I wojna światowa: zakończyła się bitwa nad jeziorem Narocz.
- 14 kwietnia – w Bułgarii został wprowadzony kalendarz gregoriański.
- 24 kwietnia:
  - w Dublinie wybuchło antybrytyjskie powstanie wielkanocne. Przywódca powstańców Patrick Pearse ogłosił utworzenie niepodległej Republiki Irlandii, walki trwały sześć dni i zakończyły się klęską powstańców.
  - I wojna światowa: niemieckie krążowniki dokonały bombardowania miast Yarmouth i Lowestoft w Anglii.
- 27 kwietnia – I wojna światowa: bitwa o Hulluch we Francji, 47 brygada brytyjska i 16 irlandzka dywizja zostały zdziesiątkowane w niemieckim ataku gazowym.
- 29 kwietnia – I wojna światowa: Turcy zmusili do kapitulacji zgrupowanie brytyjskie otoczone pod Al-Kut w dzisiejszym Iraku.
- 30 kwietnia:
  - w Niemczech wprowadzono pierwszą w historii zmianę czasu na letni, spowodowaną wymogami gospodarki wojennej.
  - w Dublinie zdławiono antybrytyjskie powstanie wielkanocne.
- 3 maja – na dziedzińcu więzienia w Dublinie Brytyjczycy rozstrzelali 16 przywódców powstania wielkanocnego.
- 5 maja – Korpus Piechoty Morskiej Stanów Zjednoczonych wtargnął do Dominikany.
- 12 maja – stracony przez Brytyjczyków został James Connolly, irlandzki socjalista, jeden z przywódców powstania wielkanocnego.
- 16 maja – została zawarta umowa Sykes-Picot, brytyjsko-francuskie tajne porozumienie dotyczące podziału stref wpływów na Bliskim Wschodzie, po zakończeniu I wojny światowej.
- 20 maja – irlandzki podróżnik Ernest Shackleton dotarł wraz z dwoma członkami nieudanej ekspedycji transantarktycznej do przystani wielorybniczej Stromness(inne języki) na północnym wybrzeżu Georgii Południowej, gdzie zorganizował wyprawy ratunkowe po trzech innych, niezdolnych do pieszej wędrówki polarników pozostawionych na południowym wybrzeżu tej wyspy i 22 kolejnych na Elephant Island.
- 21 maja – w Wielkiej Brytanii wprowadzono po raz pierwszy czas letni.
- 27 maja – w Cambridge, Amerykanin Ted Meredith ustanowił rekord świata w biegu na 400 m wynikiem 47,4 s.
- 31 maja – I wojna światowa: u wybrzeży Jutlandii rozpoczęła się największa bitwa morska I wojny światowej – bitwa jutlandzka.
- 1 czerwca – I wojna światowa: zakończyła się nierozstrzygnięta bitwa jutlandzka między flotami niemiecką i brytyjską.
- 2 czerwca – premiera amerykańskiego niemego filmu Cywilizacja w reżyserii Reginalda Barkera(inne języki), Raymonda Westa(inne języki) i Thomasa Ince’a.
- 4 czerwca–20 września – I wojna światowa: Ofensywa Brusiłowa – największa ofensywa wojsk rosyjskich przeprowadzona na froncie wschodnim przeciwko armiom państw centralnych.
- 5 czerwca – I wojna światowa: na minie ustawionej przez niemiecki okręt podwodny U-75, zatonął w pobliżu Orkadów – HMS Hampshire. Na pokładzie był wówczas brytyjski minister wojny, lord Horatio Kitchener, który nie przeżył zatonięcia okrętu.
- 8 czerwca – Rosja i Japonia podpisały układ sojuszniczy.
- 9 czerwca – na zjeździe socjalistek rosyjskich w Moskwie ogłoszono dzień 8 marca Dniem Kobiet.
- 10 czerwca – I wojna światowa: taktycznym zwycięstwem Austro-Węgier i strategicznym zwycięstwem Włoch zakończyła się bitwa pod Asiago (15 maja–10 czerwca).
- 18 czerwca – Paolo Boselli został premierem Włoch.
- 22 czerwca – I wojna światowa: pierwsze w historii bombardowanie celów wyłącznie cywilnych – francuskie bomby zabiły w Karlsruhe ponad 100 osób.
- 24 czerwca – I wojna światowa: rozpoczęła się ofensywa wojsk Ententy nad Sommą.
- 26 czerwca – uruchomiono komunikację tramwajową w Archangielsku na północy Rosji.
- 29 czerwca – został oblatany Boeing Model 1 (B&W Seaplane), dwupłatowy, jednosilnikowy wodnosamolot, pierwszy zbudowany w zakładach Boeinga.
- 1 lipca – I wojna światowa: rozpoczęła się bitwa nad Sommą. W pierwszym dniu bitwy zginęło około 60 tys. żołnierzy z Brytyjskiej Wspólnoty Narodów.
- 1–12 lipca – co najmniej jeden rekin zaatakował pięciu pływaków u wybrzeża New Jersey. Cztery osoby zginęły, jedna osoba została ciężko ranna. Pół wieku później wydarzenie to posłużyło między innymi za inspirację do filmu Szczęki.
- 2–25 lipca – I wojna światowa: w bitwie o Erzincan Rosjanie zwyciężyli Turków.
- 8–16 lipca – dwa huragany przeszły przez zachodnią część stanu Karolina Północna powodując poważne straty.
- 15 lipca – w Seattle w stanie Waszyngton, William Boeing wraz z partnerem zarejestrował przedsiębiorstwo pod nazwą “Pacific Aero Products”, później przemianowane na Boeing Company.
- 22 lipca – w San Francisco w czasie parady „Dnia Gotowości” (Dzień Gotowości – do przystąpienia do I wojny światowej) wybuchła bomba zabijając 10 osób i raniąc 40 osób. Później Warren Billings i Tom Mooney zostali niesłusznie skazani za ten wybuch.
- 29 lipca – w prowincji Ontario w Kanadzie od uderzenia pioruna doszło do pożaru lasu. Pożar zniszczył miejscowość Cochrane i gminę Black River-Matheson – zginęły 233 osoby.
- 30 lipca – eksplozja na wyspie Black Tom w Jersey City, spowodowana sabotażem agentów niemieckich, w wyniku której zginęło 7 osób, setki zostało rannych.
- 3 sierpnia – I wojna światowa: rozpoczęła się brytyjsko-turecka bitwa o Romani na Synaju.
- 4 sierpnia:
  - Dania sprzedała Stanom Zjednoczonym południowe Wyspy Dziewicze.
  - I wojna światowa: Liberia wypowiedziała wojnę Niemcom.
- 7 sierpnia – Portugalia przystąpiła do wojny po stronie Ententy.
- 25 sierpnia – prezydent Woodrow Wilson podpisał ustawę powołującą do życia agencję rządową – National Park Service.
- 27 sierpnia – Rumunia przystąpiła do wojny po stronie Ententy.
- 28 sierpnia – I wojna światowa: Niemcy wypowiedziały wojnę Rumunii, Włochy wypowiedziały wojnę Niemcom.
- Wrzesień – I wojna światowa: wojska bułgarskie zajmują okręg Dobrudża należący od 1913 roku w całości do Rumunii.
- 1 września – Bułgaria wypowiedziała wojnę Rumunii.
- 2 września – William Leefe-Robinson, jako pierwszy pilot zestrzelił niemiecki statek powietrzny nad Wielką Brytanią.
- 13 września – w miasteczku Erwin w stanie Tennessee – Mary, słonica cyrkowa, została powieszona za zabicie tresera.
- 15 września – I wojna światowa: w czasie ofensywy alianckiej nad rzeką Sommą skierowanej przeciw wojskom niemieckim po raz pierwszy użyto w walce czołgu. Był nim zbudowany przez Brytyjczyków pojazd Mark I.
- 18 września – woda z przerwanej zapory zalała miejscowość Desná w północno-zachodnich Czechach, powodując śmierć 62 osób.
- 20 września – Wiedeń: władca Austro-Węgier wydał dekret o przekształceniu Legionów Polskich w Polski Korpus Posiłkowy.
- 26 września – król Rumunii Ferdynand ustanowił najwyższe odznaczenie wojskowe Order Michała Walecznego.
- 27 września – Lydż Ijasu, władca Etiopii, został odsunięty od władzy, jego miejsce zajęła cesarzowa Zeuditu.
- 1 października – Niemcy: przeprowadzono pierwszą w historii zmianę czasu na zimowy.
- 4 października – założono Murmańsk.
- 5 października – został oddany do użytku kolejowy Most Chabarowski nad rzeką Amur.
- 12 października – Hipólito Yrigoyen został wybrany prezydentem Argentyny.
- 16 października –Margaret Sanger otwarła, pierwszą w USA, Klinikę Świadomego Macierzyństwa.
- 27 października – w odległości około 60 km od Addis Abeby doszło do bitwy (bitwa o Segale), w której siły cesarza Zeuditu zwyciężyły nad siłami Lydż Ijasu.
- 5 listopada – cesarze Niemiec i Austrii wydali akt 5 listopada, zapowiadający utworzenie Królestwa Polskiego.
- 7 listopada:
  - Woodrow Wilson pokonał Charlesa Evansa Hughesa w wyborach prezydenckich w USA.
  - republikanka Jeannette Rankin z Montany została wybrana, jako pierwsza kobieta, do Izby Reprezentantów Stanów Zjednoczonych.
- 13 listopada – premier Australii Billy Hughes zostaje wydalony z Australijskiej Partii Pracy ze względu na jego poparcie dla idei przymusowego poboru do wojska.
- 18 listopada – I wojna światowa: zakończyła się bitwa nad Sommą. W bitwie zginęło ponad milion żołnierzy.
- 21 listopada:
  - Karol I Habsburg został cesarzem Austrii.
  - HMHS Britannic, trzeci i największy z trzech transatlantyków typu Olympic, do którego należały także Titanic i Olympic, wpadł na minę i zatonął – zginęło 30 osób.
  - pierwszy lot samolotu Breguet 14.
- 23 listopada:
  - Aleksander Trepow został premierem Rosji.
  - I wojna światowa: Grecja wypowiedziała wojnę Niemcom i Bułgarii.
- 25 listopada – premier Austrii Karl von Stürgkh został zastrzelony przez Friedricha Adlera.
- 26 listopada:
  - I wojna światowa: rozpoczęła się bitwa austriacko-rumuńska pod Hermanstadt.
  - Grecja wypowiedziała wojnę Niemcom.
- Grudzień – jednomiejscowy myśliwiec Sopwith Camel zbudowany przez Sopwith Aviation Company, zostaje użyty w walkach przeciw niemieckim samolotom produkowanym przez Fokkera.
- 2 grudnia – w Wiedniu odbyła się premiera operetki Róża Stambułu Leo Falla.
- 5 grudnia – w Wielkiej Brytanii upadł drugi rząd Herberta Henry’ego Asquitha.
- 6 grudnia – David Lloyd George został premierem Wielkiej Brytanii.
- 7 grudnia – I wojna światowa: wojska niemieckie i austriackie zajęły rumuńską stolicę Bukareszt.
- 12 grudnia:
  - Niemcy zgłosiły propozycje pokojowe.
  - lawina w Dolomitach pogrzebała 18 tys. żołnierzy armii austriackiej i włoskiej.
- 14 grudnia – Duńczycy w pierwszym w historii referendum narodowym zgodzili się na sprzedaż Stanom Zjednoczonym Duńskich Indii Zachodnich (obecnie Wyspy Dziewicze Stanów Zjednoczonych).
- 20 grudnia – I wojna światowa: zakończyła się bitwa pod Verdun. Ponad 600 tys. żołnierzy zabitych.
- 23 grudnia – I wojna światowa: w bitwie o Magdhaba na półwyspie Synaj oddziały australijskie i nowozelandzkie zdobyły turecki garnizon.
- 27 grudnia – Francja i Wielka Brytania dokonały podziału byłej niemieckiej kolonii Togoland.
- 29/30 grudnia – w nocy, w niewyjaśnionych okolicznościach, został zamordowany Grigorij Rasputin – przez członków rodziny Romanowów.
- 30 grudnia – koronacja Karola I na króla Węgier.

- Albert Einstein publikuje ogólną teorię względności.
- „Kurs językoznawstwa ogólnego” (fr. Cours de linguistique générale) dzieło autorstwa językoznawcy szwajcarskiego Ferdinanda de Saussure zostało wydane.
- Letnie igrzyska olimpijskie w Berlinie zostały odwołane.
- Szwajcarski psychiatra Ernst Rüdin opublikował początkowe rezultaty badań nad genetycznym podłożem schizofrenii.

## Urodzili się
- 4 stycznia – Helena Kołaczkowska, polska literatka, autorka książek dla dzieci, autorka tekstów piosenek (zm. 2019)
- 5 stycznia – Wilhelm Szewczyk, polski prozaik, publicysta, krytyk literacki, poeta, tłumacz (zm. 1991)
- 6 stycznia – Stanisław Barzdo, polski porucznik nawigator (zm. 1942)
- 7 stycznia:
  - Paul Keres, estoński szachista (zm. 1975)
  - Teresio Olivelli, włoski męczennik, błogosławiony katolicki (zm. 1945)
- 10 stycznia: 
  - Sune Bergström, biochemik szwedzki, laureat Nagrody Nobla z dziedziny fizjologii i medycyny w roku 1982 za badania nad prostaglandynami (zm. 2004)
  - Bernard Binlin Dadié, pisarz i działacz społeczno-kulturalny z Wybrzeża Kości Słoniowej (zm. 2019)
- 12 stycznia – Pieter Willem Botha, prezydent RPA w latach 1984–1989 (zm. 2006)
- 14 stycznia – Jan Świderski, polski aktor, reżyser teatralny, pedagog (zm. 1988)
- 16 stycznia:
  - Mieczysław Łoza, polski aktor (zm. 1982)
  - Aleksander Ożarowski, polski farmaceuta, nestor polskiego ziołolecznictwa, naukowiec, popularyzator nauki, wykładowca (zm. 2011)
  - Robert Snyder, amerykański reżyser filmów dokumentalnych (zm. 2004)
- 21 stycznia:
  - Stanisław Malczyk, polski plutonowy lotnictwa (zm. 1944)
  - Pietro Rava, włoski piłkarz, trener (zm. 2006)
  - Félix Sienra, urugwajski żeglarz i olimpijczyk (zm. 2023)
- 22 stycznia:
  - Henri Dutilleux, francuski kompozytor (zm. 2013)
  - Ludwik Krempa, polski pułkownik, pilot Polskich Sił Powietrznych na Zachodzie (zm. 2017)
- 24 stycznia – Gene Mako, amerykański tenisista (zm. 2013)
- 1 lutego – Aleksander Trojkowicz, polski malarz (zm. 1985)
- 7 lutego – Maria Mirecka-Loryś, polska działaczka społeczna (zm. 2022)
- 11 lutego – Seweryna Szmaglewska, polska pisarka, prozaik i autorka literatury dziecięcej (zm. 1992)
- 12 lutego – Damián Iguacén Borau, hiszpański duchowny katolicki (zm. 2020)
- 14 lutego – Wawrzyniec Żuławski, polski taternik, ratownik górski i pisarz (zm. 1957)
- 24 lutego – Józef Spychalski, polski polityk, poseł na Sejm PRL (zm. 1996)
- 25 lutego – Aleksandra Żaryn, polska prawniczka, tłumaczka (zm. 2010)
- 1 marca:
  - Krystyna Feldman, polska aktorka (zm. 2007)
  - Kazimierz Majdański, polski duchowny katolicki, arcybiskup szczecińsko-kamieński (zm. 2007)
- 3 marca:
  - Paul Halmos, amerykański matematyk węgierskiego pochodzenia (zm. 2006)
  - Ryszard Sielicki, polski kompozytor, pianista pochodzenia żydowskiego (zm. 2005)
- 4 marca – Hans Eysenck, angielski psycholog pochodzenia niemieckiego (zm. 1997)
- 11 marca:
  - Benjamin A. Smith II, amerykański polityk, senator ze stanu Massachusetts (zm. 1991)
  - Harold Wilson, polityk brytyjskiej Partii Pracy, premier Wielkiej Brytanii (zm. 1995)
- 12 marca – Zygmunt Ginter, polski hokeista (zm. 1964)
- 13 marca – Jacque Fresco, amerykański futurolog, architekt i projektant (zm. 2017)
- 16 marca:
  - Jusuf Vrioni, albański dyplomata, tłumacz (zm. 2001)
  - Tsutomu Yamaguchi, japoński inżynier, konstruktor okrętów, hibakusha (zm. 2010)
- 17 marca:
  - Mercedes McCambridge, aktorka amerykańska (zm. 2004)
  - Czesław Wołłejko, polski aktor (zm. 1987)
- 19 marca – Irving Wallace, amerykański pisarz i scenarzysta (zm. 1990)
- 20 marca – Pierre Messmer, francuski polityk (zm. 2007)
- 23 marca – Hanna Orthwein, polska ceramiczka, projektantka przemysłowa (zm. 1968)
- 25 marca:
  - Sterling Hayden, amerykański aktor (zm. 1986)
  - Eugène Moke, kongijski duchowny katolicki (zm. 2015)
- 26 marca – Christian Anfinsen, amerykański biochemik, laureat Nagrody Nobla (zm. 1995)
- 27 marca – Abdrauf Dawletow, radziecki oficer Armii Czerwonej, Bohater Związku Radzieckiego (zm. 1943)
- 28 marca – Jerzy Pytlakowski, polski pisarz, dziennikarz radiowy (zm. 1988)
- 29 marca:
  - Eugene McCarthy, amerykański polityk, senator ze stanu Minnesota (zm. 2005)
  - Peter Geach, brytyjski filozof polskiego pochodzenia (zm. 2013)
- 5 kwietnia:
  - Albert Ottenweller, amerykański duchowny katolicki (zm. 2012)
  - Gregory Peck, amerykański aktor (zm. 2003)
- 9 kwietnia – Jan Kancewicz, polski historyk ruchu robotniczego (zm. 2020)
- 14 kwietnia – Wojciech Żukrowski, polski pisarz (zm. 2000)
- 16 kwietnia – Leonid Smirnow, radziecki polityk (zm. 2001)
- 20 kwietnia – Wiera Gran, polska piosenkarka, aktorka kabaretowa i filmowa (zm. 2007)
- 22 kwietnia:
  - Lee Cronbach, amerykański psycholog i statystyk (zm. 2001)
  - Yehudi Menuhin, amerykański skrzypek i dyrygent (zm. 1999)
- 28 kwietnia – Ferruccio Lamborghini, włoski producent samochodów, właściciel przedsiębiorstwa Lamborghini (zm. 1993)
- 30 kwietnia – Claude E. Shannon, amerykański matematyk (zm. 2001)
- 1 maja: 
  - Glenn Ford, amerykański aktor filmowy (zm. 2006)
  - Lucyna Reszczyńska, polska zakonnica rzymskokatolicka (zm. 2019)
- 2 maja:
  - Ivanoe Fraizzoli, włoski przedsiębiorca, działacz piłkarski (zm. 1999)
  - Wacław Kowalski, polski aktor (zm. 1990)
  - Willy Lardon, szwajcarski zapaśnik (zm. 1994)
- 8 maja – João Havelange, brazylijski działacz sportowy, wieloletni prezydent FIFA (zm. 2016)
- 11 maja – Camilo José Cela, hiszpański prozaik, laureat Nagrody Nobla w dziedzinie literatury za rok 1989 (zm. 2002)
- 16 maja – Efraim Kacir, czwarty prezydent państwa Izrael (zm. 2009)
- 20 maja:
  - Trebisonda Valla, włoska lekkoatletka, płotkarka, pierwsza włoska mistrzyni olimpijska, rekordzistka świata w biegu na 80 m przez płotki (zm. 2006)
  - Adam Roman, polski rzeźbiarz (zm. 2013)
- 21 maja – Martinus Osendarp, holenderski lekkoatleta, sprinter, medalista olimpijski i mistrz Europy (zm. 2002)
- 26 maja – Halil İnalcık, turecki pisarz i historyk (zm. 2016)
- 28 maja – Anna Jaraczówna, polska aktorka (zm. 1979)
- 31 maja – Bernard Lewis, brytyjski i amerykański historyk (zm. 2018)
- 4 czerwca:
  - Edward Forski, polski organista (zm. 2016)
  - Robert Furchgott, biochemik i farmakolog amerykański, laureat Nagrody Nobla z medycyny (zm. 2009)
  - Gaylord Nelson, amerykański polityk, senator ze stanu Wisconsin (zm. 2005)
- 6 czerwca:
  - Kenneth Connor, brytyjski aktor (zm. 1993)
  - Hamani Diori, nigerski polityk, pierwszy prezydent Nigru (zm. 1989)
  - Wiesław Dzielski, prawnik i działacz spółdzielczy (zm. 1979)
  - Jerzy Łastowski, polski żołnierz, uczestnik operacji „Ostra Brama”, członek Związku Walki Zbrojnej i Armii Krajowej (zm. 2017)
- 7 czerwca – Anna Turowiczowa, polska tłumaczka literatury pięknej, żona Jerzego Turowicza (zm. 2000)
- 8 czerwca – Francis Crick, angielski biochemik, genetyk i biolog molekularny, który wraz z Jamesem D. Watsonem i Rosalindą Franklin odkrył strukturę molekularną kwasu deoksyrybonukleinowego DNA (zm. 2004)
- 9 czerwca – Robert McNamara, amerykański polityk i biznesmen, w latach 1961–1968 sekretarz obrony USA (zm. 2009)
- 12 czerwca – Raúl Héctor Castro, amerykański polityk pochodzenia meksykańskiego (zm. 2015)
- 13 czerwca – Ronald Atkins, brytyjski polityk (zm. 2020)
- 14 czerwca – Halina Billing-Wohl, polska aktorka i pedagog (zm. 1995)
- 15 czerwca:
  - Herbert Simon, ekonomista i socjolog amerykański, laureat nagrody Turinga (wraz z Allenem Newellem) w 1975 i Nagrody im. Alfreda Nobla w dziedzinie ekonomii w 1978 (zm. 2001)
  - Susanne von Almassy, austriacka aktorka (zm. 2009)
- 18 czerwca – Julio César Turbay Ayala, kolumbijski polityk, prezydent tego kraju w latach 1978–1982 (zm. 2005)
- 23 czerwca – Ernest Wilimowski, polski i niemiecki piłkarz (zm. 1997)
- 24 czerwca:
  - Stefan Bareła, polski duchowny katolicki, biskup częstochowski (zm. 1984)
  - William Saxbe, amerykański polityk, senator ze stanu Ohio (zm. 2010)
- 27 czerwca – Krystyna Budecka, polska tancerka i aktorka (zm. 1977)
- 1 lipca – Olivia de Havilland, amerykańska aktorka filmowa (zm. 2020)
- 2 lipca – Hans-Ulrich Rudel, niemiecki pilot wojskowy okresu II wojny światowej (zm. 1982)
- 3 lipca – John Kundla, amerykański trener koszykówki (zm. 2017)
- 4 lipca – Iva Ikuko Toguri D’Aquino, Amerykanka japońskiego pochodzenia, spikerka radiowa pracująca dla japońskiej publicznej rozgłośni radiowej NHK (zm. 2006)
- 5 lipca – Lívia Rév, węgierska pianistka muzyki poważnej (zm. 2018)
- 8 lipca – Branko Ćirlić, serbski slawista i tłumacz (zm. 2017)
- 9 lipca:
  - Stanisław Pagaczewski, polski pisarz literatury dziecięcej (zm. 1984)
  - Edward Heath, premier Wielkiej Brytanii w latach 1970–1974 (zm. 2005)
- 10 lipca – Jan Ziółkowski, polski pisarz (zm. 2014)
- 11 lipca:
  - Aleksandr Prochorow, rosyjski fizyk, laureat Nagrody Nobla (zm. 2002)
  - Gough Whitlam, australijski prawnik (zm. 2014)
- 16 lipca – Jerzy Fabijanowski, polski leśnik, profesor (zm. 2008)
- 17 lipca:
  - prof. Aleksander Gieysztor, polski historyk (zm. 1999)
  - Władysław Matwin, polski działacz partyjny i polityk oraz matematyk i informatyk (zm. 2012)
- 19 lipca – Alice Bridges, amerykańska pływaczka (zm. 2011)
- 24 lipca – John D. MacDonald, amerykański pisarz (zm. 1986)
- 29 lipca – Alice Sapritch, francuska aktorka, piosenkarka pochodzenia ormiańskiego (zm. 1990)
- 31 lipca:
  - Stefan Arczyński, polski fotograf (zm. 2022)
  - Ignacio Trelles, meksykański piłkarz, trener (zm. 2020)
- 1 sierpnia – Fiorenzo Angelini, włoski duchowny katolicki, wysoki urzędnik Kurii Rzymskiej, kardynał (zm. 2014)
- 3 sierpnia – Hertha Feiler, austriacka aktorka (zm. 1970)
- 6 sierpnia – Dominic Mintoff, polityk maltański, dwukrotny premier Malty (zm. 2012)
- 7 sierpnia:
  - Lawrence Picachy, hinduski duchowny katolicki, arcybiskup Kalkuty, kardynał (zm. 1992)
  - Eustachy Seweryn Sapieha, polski porucznik kawalerii, myśliwy (zm. 2004)
- 12 sierpnia:
  - Edward Pinkowski, amerykański historyk polskiego pochodzenia (zm. 2020)
  - Antonina Wyrzykowska, polska chłopka, Sprawiedliwa wśród Narodów Świata (zm. 2011)
- 18 sierpnia – Neagu Djuvara, rumuński historyk, dyplomata, filozof, dziennikarz i pisarz (zm. 2018)
- 19 sierpnia – Dennis Poore, brytyjski kierowca wyścigowy (zm. 1987)
- 23 sierpnia:
  - Helena Giżycka, polska filozof, żołnierz AK, sanitariuszka, uczestniczka powstania warszawskiego (zm. 1944)
  - Olech Śliwiński, polski farmaceuta, żołnierz podziemia, działacz społeczny (zm. 2020)
- 25 sierpnia – Frederick Chapman Robbins, amerykański naukowiec, pediatra, wirusolog, w 1954 r. laureat Nagrody Nobla w dziedzinie fizjologii i medycyny (zm. 2003)
- 27 sierpnia:
  - Jerzy Nofer, polski doktor nauk medycznych, dyrektor Instytutu Medycyny Pracy w Łodzi (zm. 1981)
  - Martha Raye, amerykańska aktorka i piosenkarka (zm. 1994)
  - Jerzy Kamil Weintraub, polski poeta, publicysta, tłumacz (zm. 1943)
- 28 sierpnia – Jack Vance, amerykański pisarz, autor powieści fantasy i science fiction (zm. 2013)
- 31 sierpnia – Alice Schwarz-Gardos, żydowska dziennikarka i pisarka (zm. 2007)
- 1 września:
  - Dorothy Cheney, tenisistka amerykańska (zm. 2014)
  - Joseph Minish, amerykański polityk, działacz związkowy (zm. 2007)
- 13 września – Roald Dahl, brytyjski pisarz, scenarzysta i publicysta pochodzenia norweskiego (zm. 1990)
- 16 września:
  - Karol Martel, polski filozof marksistowski (zm. 2000)
  - M.S. Subbulakshmi, indyjska śpiewaczka klasyczna (zm. 2004)
- 17 września – Mary Stewart, brytyjska pisarka (zm. 2014)
- 18 września – Małgorzata Hołyńska, polska pisarka i tłumaczka (zm. 2006)
- 21 września:
  - Tadeusz Błaszkiewicz, polski duchowny katolicki, biskup pomocniczy przemyski (zm. 1993)
  - Władysław Kościelniak, polski malarz (zm. 2015)
- 23 września:
  - Anna Jegorowa, rosyjska pilotka wojskowa (zm. 2009)
  - Karel Kuttelwascher, czeski pilot wojskowy, as myśliwski (zm. 1959)
  - Aldo Moro, włoski prawnik, polityk, premier Włoch (zm. 1978)
- 25 września:
  - Bogdan Zakrzewski, polski historyk (zm. 2011)
  - Zdzisław Dziędzielewicz-Kirkin, polski inżynier mechanik, taternik, alpinista, ratownik TOPR, przewodnik tatrzański, instruktor narciarski, działacz harcerski i turystyczny (zm. 2010)
- 30 września:
  - Richard Kenneth Guy, brytyjski matematyk (zm. 2020)
  - Arthur Harold Stone, brytyjski matematyk pochodzenia rumuńskiego (zm. 2000)
- 1 października – Debora Vaarandi, estońska poetka, tłumaczka (zm. 2007)
- 2 października – Alina Cichecka, polska gimnastyczka (zm. 2001)
- 3 października – James Herriot, brytyjski lekarz weterynarii i pisarz, autor cyklu książek „Wszystkie stworzenia duże i małe” (zm. 1995)
- 4 października – Witalij Ginzburg (ros. Виталий Лазаревич Гинзбург), rosyjski fizyk teoretyk i astrofizyk, laureat Nagrody Nobla (zm. 2009)
- 6 października – Rafael Calvo Serer, hiszpański filozof, pisarz (zm. 1988)
- 8 października – Spark Matsunaga, amerykański polityk pochodzenia japońskiego, senator ze stanu Hawaje (zm. 1990)
- 11 października – Julian Kawalec, polski prozaik, publicysta i poeta (zm. 2014)
- 17 października – Tadeusz Chciuk-Celt, cichociemny, kurier ZWZ, redaktor i zastępca dyrektora Sekcji Polskiej RWE (zm. 2001)
- 19 października – Jean Dausset, francuski immunolog, laureat Nagrody Nobla w dziedzinie fizjologii i medycyny (zm. 2009)
- 26 października:
  - Emil Mentel, polski wojskowy (zm. 2019)
  - François Mitterrand, francuski polityk (zm. 1996)
- 27 października – Kazimierz Brandys, polski prozaik, eseista, scenarzysta filmowy pochodzenia żydowskiego (zm. 2000)
- 31 października – Karol Jan (książę Dalarny) (zm. 2012)
- 5 listopada – Helena Kowalewska, polska nauczycielka, Sprawiedliwy wśród Narodów Świata (zm. 2018)
- 9 listopada – Kazimierz Romanowicz, polski wydawca, księgarz, żołnierz 2. Korpusu Polskiego, twórca księgarni i wydawnictwa „Libella” w Paryżu (zm. 2010)
- 11 listopada – Robert Carr, brytyjski polityk (zm. 2012)
- 19 listopada – Aleksandra Diemidowa, radziecka działaczka partyjna i państwowa (zm. 2003)
- 23 listopada – Michael Gough, brytyjski aktor (zm. 2011)
- 28 listopada – Mary Lilian Baels, księżna de Réthy, druga żona króla Belgii Leopolda III (zm. 2002)
- 4 grudnia – Józef Stanek, polski pallotyn, męczennik, błogosławiony katolicki (zm. 1944)
- 5 grudnia:
  - Alojzy Fros, polski księgowy, żołnierz AK, uczestnik kampanii wrześniowej, wiezień obozów koncentracyjnych (zm. 2018)
  - Hilary Koprowski, polski biolog, wirusolog, odkrywca i twórca pierwszej szczepionki przeciwko wirusowi polio (zm. 2013)
- 7 grudnia – Stanisław Brodzki, polski dziennikarz i publicysta (zm. 1990)
- 9 grudnia – Kirk Douglas, amerykański aktor i producent filmowy (zm. 2020)
- 10 grudnia – Wacław Grabowski, polski dowódca ostatniego oddziału niepodległościowego działającego na północnym Mazowszu (zm. 1953)
- 12 grudnia – Guadalupe Ortiz de Landázuri, hiszpańska chemik, Służebnica Boża Kościoła katolickiego (zm. 1975)
- 14 grudnia – Shirley Jackson, amerykańska pisarka (zm. 1965)
- 15 grudnia – Maurice Wilkins, brytyjski biochemik pochodzenia nowozelandzkiego, laureat Nagrody Nobla w dziedzinie medycyny (zm. 2004)
- 16 grudnia – Edward Dziewoński, polski aktor, reżyser, satyryk (zm. 2002)
- 17 grudnia – Penelope Fitzgerald, brytyjska pisarka, laureatka Nagrody Bookera (zm. 2000)
- 18 grudnia:
  - Franciszek Kornicki, polski dowódca wojskowy (zm. 2017)
  - Maria Boromea (Weronika Narmontowicz), polska nazaretanka, męczennica, błogosławiona katolicka (zm. 1943)
- 20 grudnia:
  - William Lloyd Barry, członek Ciała Kierowniczego Świadków Jehowy (zm. 1999)
  - Maria Kraińska, pielęgniarka, pierwsza amazonka startująca w Polsce w zawodach hippicznych (zm. 2002)
- 23 grudnia – Juliusz Hoły, polski narciarz, instruktor narciarski, kurier tatrzański, więzień obozu koncentracyjnego KL Auschwitz
- 24 grudnia:
  - Frederick Mosteller, amerykański statystyk (zm. 2006)
  - Zdenka Schelingová, słowacka zakonnica, błogosławiona katolicka (zm. 1955)
- 25 grudnia – Ahmed Ben Bella, prezydent Algierii (zm. 2012)
- 28 grudnia:
  - Nelly Adamson-Landry, belgijska tenisistka (zm. 2010)
  - Gerard Labuda, polski historyk, mediewista (zm. 2010)

- data dzienne nieznana: 
  - Sidney Siegel, amerykański psycholog i statystyk (zm. 1961)

## Zmarli
- 9 stycznia – Tadeusz Ajdukiewicz, polski malarz (ur. 1852)
- 13 stycznia – Victoriano Huerta, meksykański wojskowy i polityk, prezydent Meksyku w latach 1913–1914 (ur. 1850)
- 16 stycznia – Joanna María Condesa Lluch, hiszpańska zakonnica, błogosławiona katolicka (ur. 1862)
- 7 lutego:
  - Henryk Gumol, podoficer Legionów Polskich, kawaler Orderu Virtuti Militari (ur. 1897)
  - Klara Szczęsna, polska zakonnica, współzałożycielka sercanek, błogosławiona katolicka (ur. 1863)
- 12 lutego – Richard Dedekind, niemiecki matematyk (ur. 1831)
- 13 lutego – Vilhelm Hammershøi, malarz duński (ur. 1864)
- 19 lutego – Ernst Mach, austriacki fizyk i filozof (ur. 1838)
- 20 lutego – Klas Pontus Arnoldson, szwedzki polityk, publicysta, laureat Pokojowej Nagrody Nobla 1908 (ur. 1844)
- 28 lutego – Henry James, amerykańsko-brytyjski pisarz, krytyk i teoretyk literatury (ur. 1843)
- 4 marca – Franz Marc, niemiecki malarz (ur. 1880)
- 24 marca – Enrique Granados, hiszpański pianista i kompozytor (ur. 1867)
- 3 maja – Patrick Pearse, irlandzki nauczyciel, adwokat i poeta, przywódca powstania wielkanocnego w 1916 roku (ur. 1879)
- 11 maja – Max Reger, niemiecki kompozytor (ur. 1873)
- 11 maja – Karl Schwarzschild, niemiecki fizyk, astronom (ur. 1873)
- 12 maja – James Connolly, irlandzki działacz narodowościowy i robotniczy (ur. 1868)
- 13 maja – Szolem Alejchem, pisarz żydowski, drugi z klasyków literatury jidysz (ur. 1859)
- 21 maja – Artúr Görgey(inne języki), generał i polityk węgierski (ur. 1818)
- 22 maja – Adolf Bakanowski, zakonnik zmartwychwstaniec (ur. 1840)
- 28 maja – Iwan Franko (ukr. Іван Якович Франко), ukraiński poeta i pisarz, slawista (ur. 1856)
- 5 czerwca – Horatio Herbert Kitchener, brytyjski wojskowy, marszałek polny i polityk (ur. 1850)
- 6 czerwca – Yuan Shikai, chiński generał i polityk (ur. 1859)
- 11 czerwca – Dick Pegg, angielski piłkarz (ur. 1878)
- 12 czerwca – Silvanus P. Thompson, angielski fizyk, pedagog, inżynier elektryk (ur. 1851)
- 18 czerwca – Helmut von Moltke, pruski generał (ur. 1848)
- 3 lipca – Hetty Green, amerykańska milionerka, powszechnie uznawana za symbol skąpstwa (ur. 1834)
- 5 lipca – Stefan Luranc, chorąży Legionów Polskich (ur. 1895)
- 6 lipca – Odilon Redon, francuski malarz i grafik symbolista (ur. 1840)
- 15 lipca – Ilja Miecznikow, rosyjski mikrobiolog i zoolog, laureat Nagrody Nobla w 1908 roku w dziedzinie medycyny (ur. 1845)
- 20 lipca – Maurycy Pius Rudzki, polski astronom, geofizyk, profesor Uniwersytetu Jagiellońskiego (ur. 1862)
- 23 lipca – William Ramsay, brytyjski chemik i fizyk, w 1904 laureat Nagrody Nobla w dziedzinie chemii (ur. 1852)
- 4 sierpnia – Fryderyk Jansoone, francuski franciszkanin, błogosławiony katolicki (ur. 1838)
- 5 sierpnia – Jan Bielawski, polski chłop, polityk (ur. 1864)
- 8 sierpnia – Lily Braun, niemiecka feministyczna pisarka oraz polityczka Socjaldemokratycznej Partii Niemiec (SPD) (ur. 1865
- 4 września – José Echegaray y Eizaguirre, hiszpański dramatopisarz i polityk, laureat Nagrody Nobla w dziedzinie literatury za rok 1904 (ur. 1832)
- 25 września – Julius Fučík, czeski kompozytor i dyrygent orkiestr wojskowych (ur. 1872)
- 6 października – Izydor De Loor, belgijski pasjonista, błogosławiony katolicki (ur. 1881)
- 9 października – Bronisław Gustawicz, polski krajoznawca, taternik, przyrodnik, członek Komisji Fizjograficznej i Antropologicznej Akademii Umiejętności (ur. 1852)
- 10 października – Antonio Sant’Elia, włoski architekt (ur. 1888)
- 31 października – Charles Taze Russell, założyciel ugrupowania religijnego Badacze Pisma Świętego obecnie Świadkowie Jehowy (ur. 1852)
- 12 listopada – Percival Lowell, amerykański astronom (ur. 1855)
- 15 listopada – Henryk Sienkiewicz, polski powieściopisarz, nowelista, publicysta, laureat Nagrody Nobla (ur. 1846)
- 21 listopada – Franciszek Józef I, cesarz Austrii i król Węgier (ur. 1830)
- 22 listopada – Jack London, właściwie John Griffith London, amerykański pisarz (ur. 1876)
- 23 listopada – Lanoe Hawker, brytyjski pilot myśliwski początkowego okresu I wojny światowej (ur. 1890)
- 24 listopada – Hiram Stevens Maxim, wynalazca i przedsiębiorca amerykańskiego pochodzenia (ur. 1840)
- 1 grudnia – Karol de Foucauld, francuski trapista, misjonarz, błogosławiony katolicki (ur. 1858)
- 12 grudnia – Helena Patursson, pierwsza farerska pisarka i feministka (ur. 1864)
- 16 grudnia – Honorat Koźmiński, polski kapucyn, błogosławiony katolicki (ur. 1829)
- 17 grudnia – Jacek Maria Cormier, francuski dominikanin, błogosławiony katolicki (ur. 1832)
- 18 grudnia – Nemezja Valle, włoska zakonnica, błogosławiona katolicka (ur. 1847)
- 19 grudnia – Guido Henckel von Donnersmarck, niemiecki przedsiębiorca (ur. 1830)
- 22 grudnia – Antoni Kocyan, polski leśnik i ornitolog, badacz fauny Tatr (ur. 1836)
- 25 grudnia – Adam Chmielowski, inaczej brat Albert, święty, żołnierz powstania styczniowego, malarz (ur. 1845)
- 28 grudnia – Eduard Strauss, austriacki kompozytor (ur. 1835)
- 30 grudnia – Grigorij Rasputin (ros. Григо́рий Ефи́мович Распу́тин), rosyjski mnich i uzdrowiciel (ur. 1869)

- data dzienna nieznana: 
  - Wojciech Tylka Suleja, góral z Zakopanego, przewodnik tatrzański i ratownik górski (ur. 1870)

## Zdarzenia astronomiczne
- 3 lutego – całkowite zaćmienie Słońca

## Nagrody Nobla
- z fizyki – nagrody nie przyznano
- z chemii – nagrody nie przyznano
- z medycyny – nagrody nie przyznano
- z literatury – Verner von Heidenstam
- nagroda pokojowa – nagrody nie przyznano

## Święta ruchome
- Tłusty czwartek: 2 marca
- Ostatki: 7 marca
- Popielec: 8 marca
- Niedziela Palmowa: 16 kwietnia
- Pamiątka śmierci Jezusa Chrystusa: 16 kwietnia
- Wielki Czwartek: 20 kwietnia
- Wielki Piątek: 21 kwietnia
- Wielka Sobota: 22 kwietnia
- Wielkanoc: 23 kwietnia
- Poniedziałek Wielkanocny: 24 kwietnia
- Wniebowstąpienie Pańskie: 1 czerwca
- Zesłanie Ducha Świętego: 11 czerwca
- Boże Ciało: 22 czerwca